# Letiště Piešťany
Letiště Piešťany je mezinárodní letiště regionálního významu, nacházející se v severní části města Piešťany. Má jednu přistávací dráhu s rozměry 2000 x 34 m.

## Historie

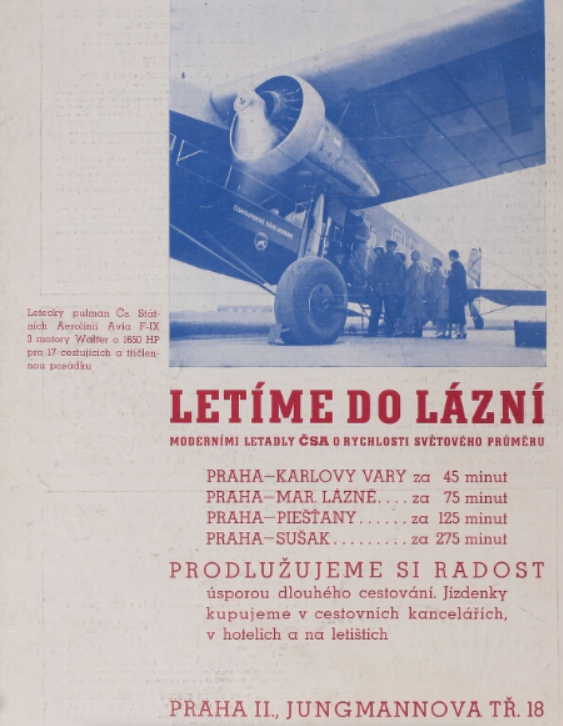
Reklama na lety z Prahy do lázní (Piešťany, 1936)

Letiště bylo založeno v roce 1926 jako vojenské letiště.
Dne 1. června 1935 zahájily ČSA lety na trase Piešťany–Bratislava–Vídeň. Linka navazovala na existující spojení Praha–Brno–Bratislava–Košice–Užhorod. V roce 1937 bylo zřízeno letecké spojení mezi Zlínem a Piešťany.
Dne 18. září 1944 bylo letiště, užívané tehdy  nacistickou armádou, přepadeno 1. československým leteckým stíhacím plukem v SSSR pod velením tehdejšího štábního kapitána Fajtla. Při útoku bylo zapáleno 15 německých letounů.
V roce 1982 bylo po vyhodnocení zkušebního provozu rozhodnuto o zachování leteckého spojení Praha–Piešťany.
V roce 1992 bylo zrekonstruováno na malé regionální letiště. K další rekonstrukci došlo v roce 2008, po které bylo v září 2008 otevřeno, těsně před summitem Visegrádské čtyřky v Piešťanech (12.-13. září 2008). První host, který prošel novým terminálem, byl český prezident Václav Klaus s manželkou Livií.

## Využití
Letiště v současnosti[kdy?] slouží především pro účely charterových letů z Berlína (společnosti Lufthansa). Na letišti sídlí Vojenské historické museum. Od roku 2007 se zde konají Národní letecké dni SR a od roku 2008 Carat tuning párty. Také je zde od roku 2006 pořádán hudební festival Hodokvas.

## Destinace a letecké společnosti
V tabulce jsou letecké společnosti a jejich destinace na letišti Piešťany, naposledy aktualizovány v květnu 2019.
| Letecká společnost | Původ   | Destinace                           | Letoun      | Poznámky       |
| ------------------ | ------- | ----------------------------------- | ----------- | -------------- |
| AtlasGlobal        | Turecko | Sezónní chartery: Antalya, Hurghada | Airbus A321 | Od května 2019 |
| FlyEgypt           | Egypt   | SezónnÍ chartery: Hurghada          |             | Od května 2019 |